# Wundschuh
Wundschuh är en ort och kommun i Österrike. Den ligger i distriktet Graz-Umgebung i förbundslandet Steiermark,  130 km sydväst om huvudstaden Wien. 
Kommunen består av fem orter/ortsdelar (Ortschaften) (inom parentes invånarantal 1 januari 2024):
- Forst (137)
- Gradenfeld (188)
- Kasten (404)
- Ponigl (140)
- Wundschuh (792)